# Anton Walbrook
Anton Walbrook est un acteur autrichien, né Adolf Anton Wohlbrück, le 19 novembre 1896 à Vienne, mort le 9 août 1967 à Garatshausen (Bavière).

## Biographie
Après avoir fait de la figuration au temps du cinéma muet, Adolf Wohlbruck qui fut l'élève de Max Reinhardt à Berlin, entame le cinéma parlant avec un petit rôle dans Trapèze (E.A. Dupont, 1931), puis tourne sous la direction de Ludwig Berger et Raoul Ploquin dans La Guerre des valses (1933) et dans Mascarade de Willi Forst (1934), mais il se révèle véritablement au grand public en 1935, en jouant dans les versions allemande, américaine et française de Michel Strogoff (Richard Eichberg et Jacques de Baroncelli). Juif, il fuit le régime nazi et se réfugie, lors de l'Anschluss, en Grande-Bretagne où il anglicise son nom en Anton Walbrook. Devenu un acteur reconnu et populaire, il tourne dès lors dans quelques grandes productions d'époque, incarnant notamment le Prince Albert dans La Reine Victoria (Herbert Wilcox, 1937). En 1940, il interprète un mari sadique dans Gaslight de Thorold Dickinson, et joue ensuite dans plusieurs films de guerre de Michael Powell et Emeric Pressburger. Ce sont 49e Parallèle (1941), Colonel Blimp (1943), ou encore Les Chaussons rouges (The Red Shoes, 1948), qui lui donnent l'occasion d'asseoir une notoriété internationale.

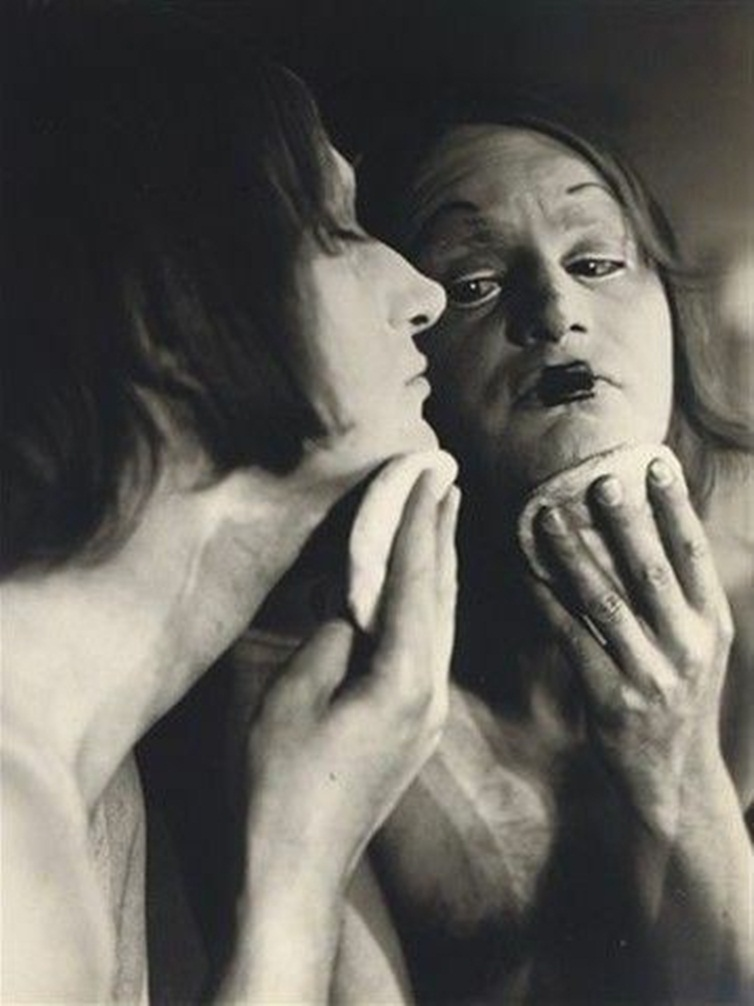
Anton Walbrook

Anton Walbrook est à l'aise dans des rôles d'officiers comme d'aristocrates. Il allie dans ses films la sobriété et le charme classique du dandy à l'élégance, et une certaine ironie un peu distante. Il retrouve Thorold Dickinson en 1948 dans le thriller La Reine des cartes, et, en 1950, Max Ophuls fait appel à lui pour être le meneur de jeu de La Ronde. Julien Duvivier le dirige dans L'Affaire Maurizius en 1953, et il retrouve Ophuls en 1955 pour Lola Montès, dans lequel il interprète Louis Ier de Bavière. Il incarne l'évêque Cauchon dans Sainte Jeanne (Otto Preminger, 1957) aux côtés de Jean Seberg et John Gielgud, et fait une dernière apparition dans L'Affaire Dreyfus (I Accuse!) de José Ferrer la même année, se retirant ensuite définitivement du grand écran.
Tout au long de sa carrière, Anton Walbrook effectue quelques incursions sur les planches en Europe, mais également à la télévision, pour laquelle il tourne notamment une version de Laura, d'après Vera Caspary, en 1962.

## Récompenses
Prix pour l'ensemble de la carrière, 1967 au Deutscher Filmpreis (Berlin)

## Filmographie
- 1923 : Martin Luther
- 1924 : Mater Dolorosa
- 1925 : Das Geheimnis von Schloß Elmshöh : Axel
- 1931 : Les Cinq Gentlemen maudits (Die fünf verfluchten Gentlemen) : Petersen
- 1931 : Salto Mortale : Robby
- 1932 : Der Stolz der 3. Kompanie : Prince Willibald
- 1932 : Drei von der Stempelstelle : Max Binder, chômeur
- 1932 : Mélodie d’amour (Melodie der Liebe) : Chef d'orchestre
- 1932 : Baby : Lord Cecil
- 1933 : Georges et Georgette : Robert
- 1933 : Walzerkrieg : Johann Strauß
- 1933 : Keine Angst vor Liebe : Helmut Höfert
- 1933 : Viktor und Viktoria : Robert
- 1934 : Die vertauschte Braut : Charles
- 1934 : Mascarade (Maskerade) de Willi Forst : Heideneck
- 1934 : Manon Cavallini (Eine Frau, die weiß, was sie will) : Axel Basse
- 1934 : Un mariage anglais (Die englische Heirat) : Warwick Brent
- 1935 : Régine : Frank Reynold, ingénieur
- 1935 : Zigeunerbaron : Sandor Barinkay
- 1935 : Le Baron tzigane de Karl Hartl : Sandor Barinkay
- 1935 : Ich war Jack Mortimer : Ferdinand 'Fred' Sponer, chauffeur de taxi
- 1935 : Der Student von Prag de Arthur Robison : Balduin
- 1936 : Michel Strogoff (version française) : Michel Strogoff
- 1936 : Der Kurier des Zaren (version allemande) : Michel Strogoff
- 1936 : Allotria : Philip
- 1936 : Port-Arthur de Nicolas Farkas : Boris Ranewsky
- 1937 : Michel Strogoff (The Soldier and the Lady) : Michael Strogoff
- 1937 : La Reine Victoria (Victoria the Great) de Herbert Wilcox : Prince Albert
- 1937 : The Rat de Jack Raymond : Jean Boucheron, the 'Rat'
- 1938 : Soixante années glorieuses (Sixty Glorious Years) de Herbert Wilcox : Prince Albert
- 1940 : Gaslight (Gaslight) de Thorold Dickinson : Paul Mallen
- 1941 : Dangerous Moonlight de Brian Desmond Hurst : Stefan 'Steve' Radetzky
- 1941 : 49e Parallèle (49th Parallel) de Michael Powell et Emeric Pressburger : Peter
- 1943 : Colonel Blimp (The Life and Death of Colonel Blimp) de Michael Powell et Emeric Pressburger : Theo Kretschmar-Schuldorff
- 1945 : The Man from Morocco de Max Greene : Karel Langer
- 1948 : Les Chaussons rouges (The Red Shoes) de Michael Powell et Emeric Pressburger : Boris Lermontov
- 1949 : La Reine des cartes (The Queen of Spades) de Thorold Dickinson : Capitaine Herman Suvorin
- 1950 : La Ronde : Narrateur
- 1950 : König für eine Nacht de Paul May : Graf Lerchenbach
- 1951 : La Guerre des valses (Wiener Walzer) de E.E. Reinert : Johann Strauss père
- 1952 : Le Plaisir : Narrateur de la version allemande
- 1954 : L'Affaire Maurizius de Julien Duvivier : Grégoire Waremme
- 1955 : Oh ! Rosalinda ! : Dr. Falke
- 1955 : Lola Montès de Max Ophuls : Louis Ier de Bavière
- 1957 : Sainte Jeanne (Saint Joan) de Otto Preminger : Cauchon, évêque de Beauvais
- 1958 : L'Affaire Dreyfus (I Accuse!) de Jose Ferrer : Major Esterhazy
- 1960 : Venus im Licht (TV) : Herzog von Altair
- 1962 : Laura (TV) : Waldo Lydecker
- 1963 : Der Arzt am Scheideweg (TV) : Ridgeon
- 1966 : Robert und Elisabeth (TV)